# Hymega rasnitsyni

Hymega rasnitsyni (лат.) — ископаемый вид насекомых, единственный в составе рода Hymega из семейства Nanosialidae отряда верблюдки. Пермский период. Россия (Вологодская область, Poldarsa Formation, около 255 млн лет). Один из древнейших видов отряда.

## Описание
Мелкие насекомые, длина переднего крыла 3,4 мм, широкое (2,5:1). В переднем крыле жилка MP1 4-разветвлённая. Костальная область широкая с более чем 5 жилками Sc. Ячейка 1mp одна и очень короткая. Птеростигма сравнительно длинная, затемнённая. Анальная лопасть составляет около ≈1/2 общей длины крыла и содержит две анальные жилки. Поперечная жилка ir1 находится у основания птеростигмы. Жилка rp-ma отсутствует. Вид был впервые описан в 2013 году российским энтомологом Дмитрием Щербаковым (Палеонтологический институт РАН, Москва) и назван в честь российского гименоптеролога Александра Павловича Расницына (ПИН РАН, Москва). Родовое название получено от сочетания имён двух отрядов: Hymenoptera и Megaloptera.